# 212373 Pietrocascella
212373 Pietrocascella è un asteroide della fascia principale. Scoperto nel 2006, presenta un'orbita caratterizzata da un semiasse maggiore pari a 2,1599321 UA e da un'eccentricità di 0,0864198, inclinata di 3,32832° rispetto all'eclittica. Ha un diametro di 2,130 km.
È dedicato allo scultore italiano Pietro Cascella.